# Frauen-Monobob-Weltserie 2020/21
Der Frauen-Monobob-Weltserie 2020/21 war eine von der International Bobsleigh & Skeleton Federation (IBSF) veranstaltete Wettkampfserie im Bobsport, in der Wettbewerbe im Monobob für Frauen ausgetragen werden. Die zum ersten Mal ausgetragene Weltserie begann am 5. Dezember 2020 in Winterberg und endete am 20. Februar 2021 in Königssee. Sie fand teilweise parallel zum Bob-Weltcup 2020/21 statt, ein Rennen wurde im Rahmen der Bob- und Skeleton-Weltmeisterschaften 2021 in Altenberg ausgetragen.

## Hintergrund
Das Internationale Olympische Komitee nahm im Sommer 2018 Monobob als zweite Frauen-Disziplin (neben dem seit 2002 etablierten Zweierbob) in das olympische Bob-Programm für die Winterspiele 2022 auf. Bis zu dieser Entscheidung wurden offizielle Monobob-Rennen lediglich im Nachwuchsbereich gefahren, etwa bei den Olympischen Jugend-Winterspielen 2016. Die International Bobsleigh & Skeleton Federation (IBSF) als zuständiger Weltverband integrierte die Disziplin ab dem Winter 2018/19 in ihr Wettkampfprogramm und organisierte die ersten Monobob-Rennen, die zunächst keiner festen Serie angehörten. 
Im Mai 2020 beschloss die Exekutive der IBSF die Einführung einer eigenen Frauen-Monobob-Weltserie mit zugehöriger Gesamtwertung im Winter 2020/21. Die Wettbewerbe dieser Wettkampfreihe sind keine komplett eigenständigen Veranstaltungen, sondern werden in die weiteren internationalen Bob-Rennserien integriert: Von den angesetzten vierzehn Rennen sollten vier am gleichen Wochenende und am gleichen Ort wie die Veranstaltungen des Weltcups stattfinden, zudem jeweils fünf parallel zum Europa- und Nordamerikacup. Die beiden Rennen in Sigulda Mitte Dezember im Rahmen des Europacups wurden kurzfristig abgesagt, nachdem sich wegen der COVID-19-Pandemie mehrere Athletinnen vom Wettkampf zurückgezogen hatten und die Teilnehmerzahl nach Ansicht des Weltverbandes zu gering geworden war.

## Podestplätze
| Datum             | Ort            | Wettkampfstätte                      | Rahmen                                | Siegerin                                            | Zweite                                              | Dritte                                              |
| ----------------- | -------------- | ------------------------------------ | ------------------------------------- | --------------------------------------------------- | --------------------------------------------------- | --------------------------------------------------- |
| 5. Dezember 2020  | Winterberg     | Veltins-Eisarena                     | Europacup                             | Nadeschda Sergejewa                                 | Martina Fontanive                                   | Katrin Beierl                                       |
| 12. Dezember 2020 | Innsbruck-Igls | Olympia Eiskanal Innsbruck-Igls      | Weltcup                               | Breeana Walker                                      | Laura Nolte                                         | Katrin Beierl                                       |
| 15. Dezember 2020 | Sigulda        | Bob- und Rennschlittenbahn Sigulda   | Europacup                             | Wettkämpfe aufgrund der COVID-19-Pandemie abgesagt. | Wettkämpfe aufgrund der COVID-19-Pandemie abgesagt. | Wettkämpfe aufgrund der COVID-19-Pandemie abgesagt. |
| 16. Dezember 2020 | Sigulda        | Bob- und Rennschlittenbahn Sigulda   | Europacup                             | Wettkämpfe aufgrund der COVID-19-Pandemie abgesagt. | Wettkämpfe aufgrund der COVID-19-Pandemie abgesagt. | Wettkämpfe aufgrund der COVID-19-Pandemie abgesagt. |
| 14. Januar 2021   | Innsbruck-Igls | Olympia Eiskanal Innsbruck-Igls      | Europacup                             | Melissa Lotholz                                     | Cynthia Appiah                                      | Karlien Sleper                                      |
| 15. Januar 2021   | Park City      | Bobbahn Park City                    | Nordamerikacup                        | Nicole Vogt                                         | Marina Silva Tuono                                  | Riley Compton                                       |
| 16. Januar 2021   | St. Moritz     | Olympia Bob Run St. Moritz–Celerina  | Weltcup                               | Kaillie Humphries                                   | Laura Nolte                                         | Martina Fontanive                                   |
| 16. Januar 2021   | Park City      | Bobbahn Park City                    | Nordamerikacup                        | Nicole Vogt                                         | Carrie Russell                                      | Marina Silva Tuono                                  |
| 17. Januar 2021   | Park City      | Bobbahn Park City                    | Nordamerikacup                        | Carrie Russell                                      | Nicole Vogt                                         | Marina Silva Tuono                                  |
| 23. Januar 2021   | Königssee      | Kunsteisbahn Königssee               | Weltcup                               | Kaillie Humphries                                   | Elana Meyers Taylor                                 | Stephanie Schneider                                 |
| 30. Januar 2021   | Innsbruck-Igls | Olympia Eiskanal Innsbruck-Igls      | Weltcup                               | Breeana Walker                                      | Elana Meyers Taylor                                 | Melissa Lotholz                                     |
| 1. Februar 2021   | Lake Placid    | Olympia-Bobbahn Mount Van Hoevenberg | Nordamerikacup                        | Nicole Vogt                                         | Jazmine Fenlator-Victorian                          | Carrie Russell                                      |
| 2. Februar 2021   | Lake Placid    | Olympia-Bobbahn Mount Van Hoevenberg | Nordamerikacup                        | Nicole Vogt                                         | Carrie Russell                                      | Brittany Reinbolt                                   |
| 13. Februar 2021  | Altenberg      | Rennschlitten- und Bobbahn Altenberg | Bob- und Skeleton-Weltmeisterschaften | Kaillie Humphries                                   | Stephanie Schneider                                 | Laura Nolte                                         |
| 20. Februar 2021  | Königssee      | Kunsteisbahn Königssee               | Europacup                             | Martina Fontanive Melanie Hasler                    |                                                     | Breeana Walker                                      |

## Gesamtstand
| Rang | Name                | Punkte | Siege |
| ---- | ------------------- | ------ | ----- |
| 01   | Nicole Vogt         | 590    | 4     |
| 02   | Breeana Walker      | 502    | 2     |
| 03   | Marina Silva Tuono  | 442    | 0     |
| 04   | Martina Fontanive   | 488    | 1     |
| 05   | Melanie Hasler      | 468    | 1     |
| 06   | Carrie Russell      | 442    | 1     |
| 07   | Nadeschda Sergejewa | 440    | 1     |
| 08   | Mica McNeill        | 420    | 0     |
| 09   | Andreea Grecu       | 416    | 1     |
| 10   | Simidele Adeagbo    | 408    | 0     |
| 11   | Melissa Lotholz     | 398    | 1     |
| 12   | Mariama Jamanka     | 388    | 0     |
| 13   | Elana Meyers Taylor | 380    | 0     |
| 14   | Cynthia Appiah      | 366    | 0     |
| 15   | Kaillie Humphries   | 360    | 1     |
| 16   | Katrin Beierl       | 352    | 0     |
| 17   | Kim Kalicki         | 332    | 0     |
| 18   | Laura Nolte         | 322    | 0     |
| 19   | Stephanie Schneider | 308    | 0     |
| 20   | Kim Yoo-ran         | 308    | 0     |
| 21   | Viktória Čerňanská  | 304    | 0     |
| 22   | Riley Compton       | 294    | 0     |
| 23   | Jenna Weidner       | 276    | 0     |
| 24   | Lauren Brzozowski   | 272    | 0     |
| 25   | An Vannieuwenhuyse  | 272    | 0     |

| Rang | Name                       | Punkte | Siege |
| ---- | -------------------------- | ------ | ----- |
| 26   | Anastassija Makarowa       | 228    | 0     |
| 27   | Simone Pfeiffer            | 228    | 0     |
| 28   | Christine de Bruin         | 220    | 0     |
| 29   | Brittany Reinbolt          | 198    | 0     |
| 30   | Karlien Sleper             | 182    | 0     |
| 31   | Maddy Cohen                | 180    | 0     |
| 32   | Linda Züblin               | 164    | 0     |
| 33   | Lisa Buckwitz              | 164    | 0     |
| 34   | Margot Boch                | 156    | 0     |
| 35   | Lidiia Hunko               | 136    | 0     |
| 36   | Jazmine Fenlator-Victorian | 110    | 0     |
| 37   | Bianca Ribi                | 92     | 0     |
| 38   | Alysia Rissling            | 88     | 0     |
| 39   | Georgeta Popescu           | 88     | 0     |
| 40   | Anne Lobenstein            | 72     | 0     |
| 41   | Camila Copain              | 68     | 0     |
| 42   | Kelly van Petegem          | 68     | 0     |
| 43   | Elena Scarpellini          | 68     | 0     |
| 44   | Emma Sofie Brumoen         | 68     | 0     |
| 45   | Ljubow Tschernych          | 68     | 0     |
| 46   | Sylwia Smolarek            | 68     | 0     |
| 47   | Anastassija Makarowa       | 68     | 0     |
| 48   | Nadeschda Sergejewa        | 68     | 0     |
| 49   | Katie Tannenbaum           | 0      | 0     |